# Giraldilla
Pour le terme de tauromachie, voir Giraldilla (corrida).

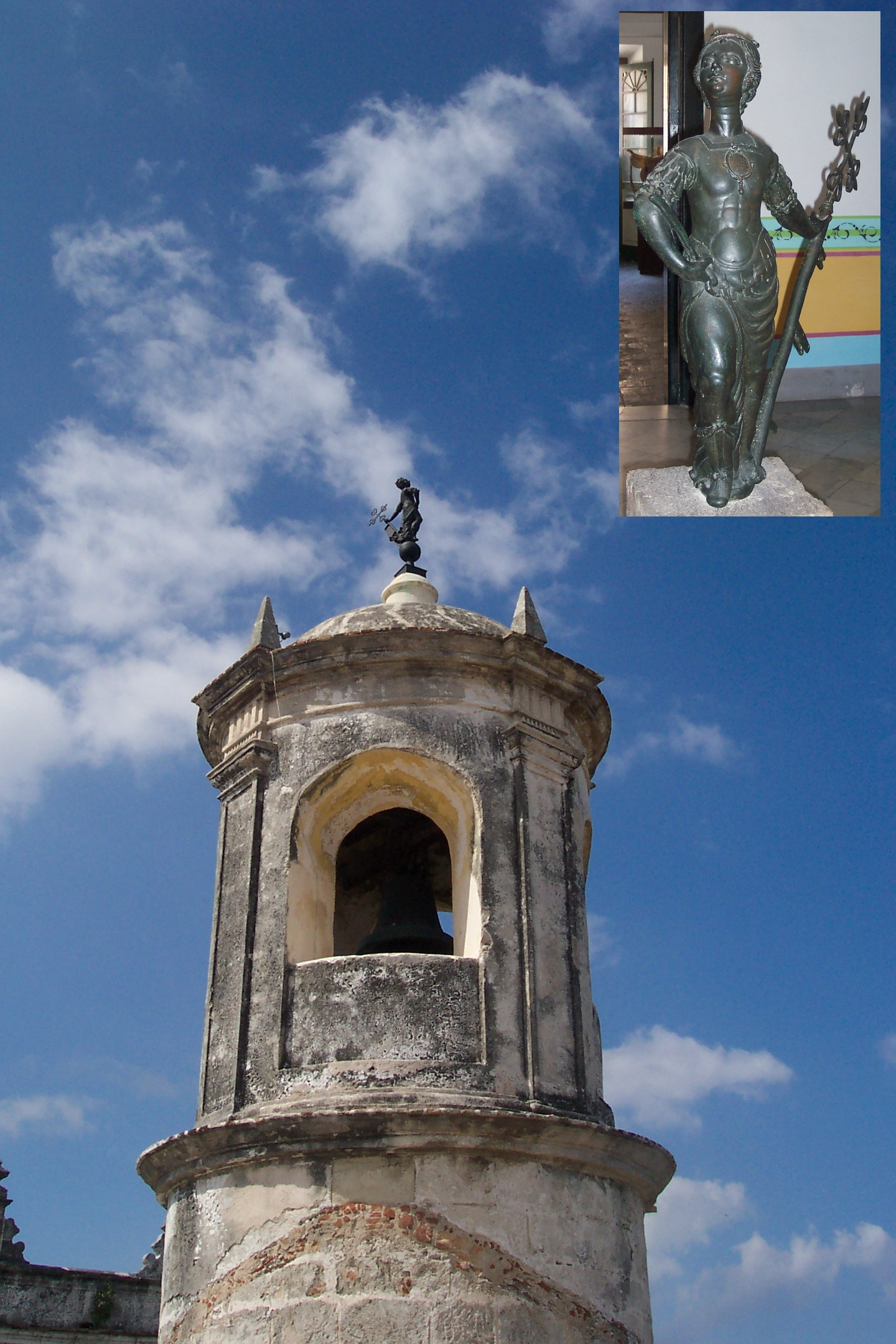
« La Giradilla » au sommet de la tour de guet du Castillo de la Real Fuerza de La Havane.

La Giraldilla est une célèbre statue de bronze de La Havane à Cuba, créée par le sculpteur Jeronimo Martin Pinzon. Elle est un des symboles de la ville de La Havane.

## Historique
La « Giraldilla » est une girouette en bronze qui selon la légende représente Inés de Bobadilla. Elle est placée sur la tour de guet du Castillo de la Real Fuerza vers 1634. En 1926 elle est endommagée par un ouragan. En 1960, la statue est déboulonnée et placée au musée municipal, remplacée par une réplique,.